# روابط اسرائیل و ترکیه
روابط ترکیه و اسرائیل به روابط دوجانبه رسمی ترکیه و اسرائیل گفته می‌شود. ترکیه نخستین کشور در جهان اسلام بود که کشور تازه‌تاسیس اسرائیل را در تاریخ ۲۸ مارس ۱۹۴۹ میلادی، به رسمیت شناخت.
در طول ۶۰ سال گذشته، روابط گستردهٔ سیاسی، علمی، نظامی، اطلاعاتی و تجاری بین دو کشور برقرار بوده‌است. در دهه ۱۹۹۰ میلادی، دو کشور «متحدان استراتژیک منطقه‌ای» بودند. در سال‌های اخیر و پس از روی کار آمدن دولت اسلام‌گرای رجب طیب اردوغان در ترکیه و دولت راست‌گرای بنیامین نتانیاهو در اسرائیل، روابط دیپلماتیک دو کشور دچار بحران‌ها و تنش‌هایی قابل توجه شده‌است.
وابسته‌های دیپلماتیک اسرائیل در آنکارا و استانبول و وابسته‌های دیپلماتیک ترکیه در تل‌آویو و اورشلیم مستقر هستند.

## همکاری دستگاه‌های اطلاعاتی
در تابستان ۱۹۵۸ میلادی، هم‌کاری دستگاه‌های اطلاعاتی ترکیه و اسرائیل در دیدار محرمانه داوید بن گوریون و عدنان مندرس نخست‌وزیران اسرائیل و ترکیه شکل گرفت. «نتیجه عینی این دیدار توافقی فوق‌محرمانه برای هم‌کاری همه‌جانبه» بین موساد و سازمان اطلاعات و امنیت ملی ترکیه بود.
اسرائیل همچنین برای دستگیری عبدالله اوجالان رهبر حزب کارگران کردستان در سال ۱۹۹۹ میلادی با سازمان اطلاعات و امنیت ملی ترکیه (میت) همکاری اطلاعاتی گسترده‌ای کرده و موساد در عملیاتی مشترک به همراه سیای آمریکا و میت ترکیه طرح دستگیری اوجالان را با موفقیت به انجام رساند.

## بحران روابط بر سر حمله به کاروان کمک‌رسانی غزه
حمله کماندوهای یگان شایِتِت ۱۳ نیروی دریایی اسرائیل در آب‌های آزاد دریای مدیترانه به یک کاروان دریایی حامل فعالان تُرک که از بندر آنتالیا در ترکیه، جهت شکستن محاصره نوار غزه توسط ارتش اسرائیل، راهی غزه شده بودند، منجر به کشته‌شدن ۹ فعال تُرک شد. این اقدام اسرائیل خشم دولت ترکیه را برانگیخت و روابط ترکیه و اسرائیل در نتیجه آن به شدت آسیب دید.‌ در ادامه درگیری های لفظی اردوغان و مقامات اسرائیل، وزارت بازرگانی ترکیه با بیانیه‌ای از محدودیت های جدید برای صادرات کالا به‌اسرائیل خبر داد.

## جنگ لفظی اردوغان و نتانیاهو

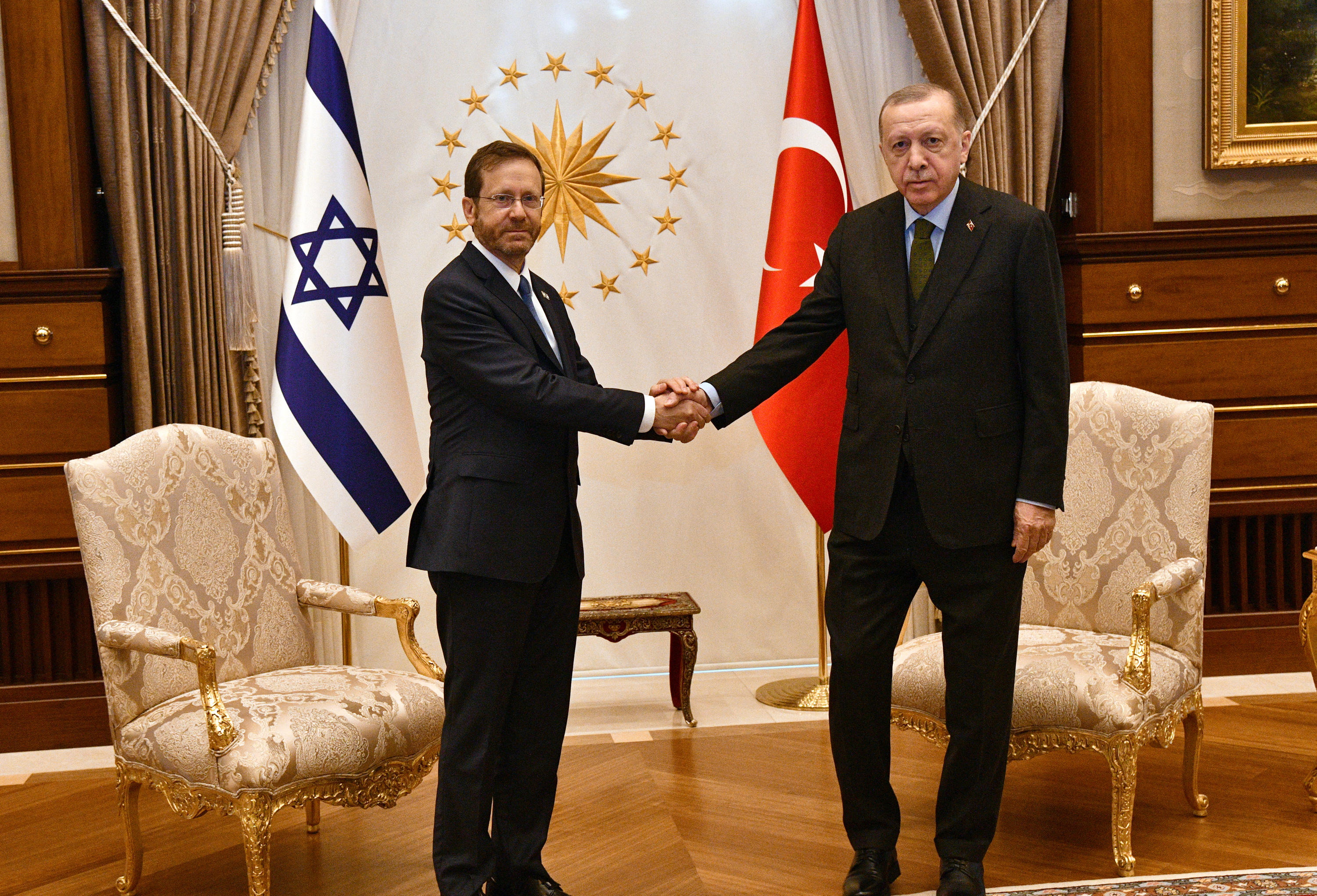
اردوغان رئیس‌جمهور ترکیه و هرتزوگ رئیس جمهور اسرائیل، مارس ۲۰۲۲

۳۰ مارس ۲۰۱۸ تجمع هزاران فلسطینی در مرز نوار غزه و اسرائیل به درگیری میان فلسطینیان و نظامیان اسرائیل انجامید که موجب کشته شدن دسته کم ۱۲ فلسطینی شد.
رجب طیب اردوغان، رئیس‌جمهور ترکیه در واکنش به سکوت غرب در قبال کشتار مردم فلسطین توسط اسرائیل روز ۳۰ مارس و طی سخنرانی در کنگره حزب عدالت و توسعه ترکیه گفت آیا آن‌هایی که از عملیات ترکیه در عفرین انتقاد می‌کنند کشتار فلسطینیان بیگناه که در خاک خودشان تظاهرات می‌کنند توسط اسرائیل را نمی‌بینند؟ او همچنین افزود من به صراحت این اقدام اسرائیل را غیرانسانی می‌خوانم و اعلام می‌کنم ما همچنان از خواهران و برادران فلسطینی خود تا زمان پیروزیشان حمایت می‌کنیم.

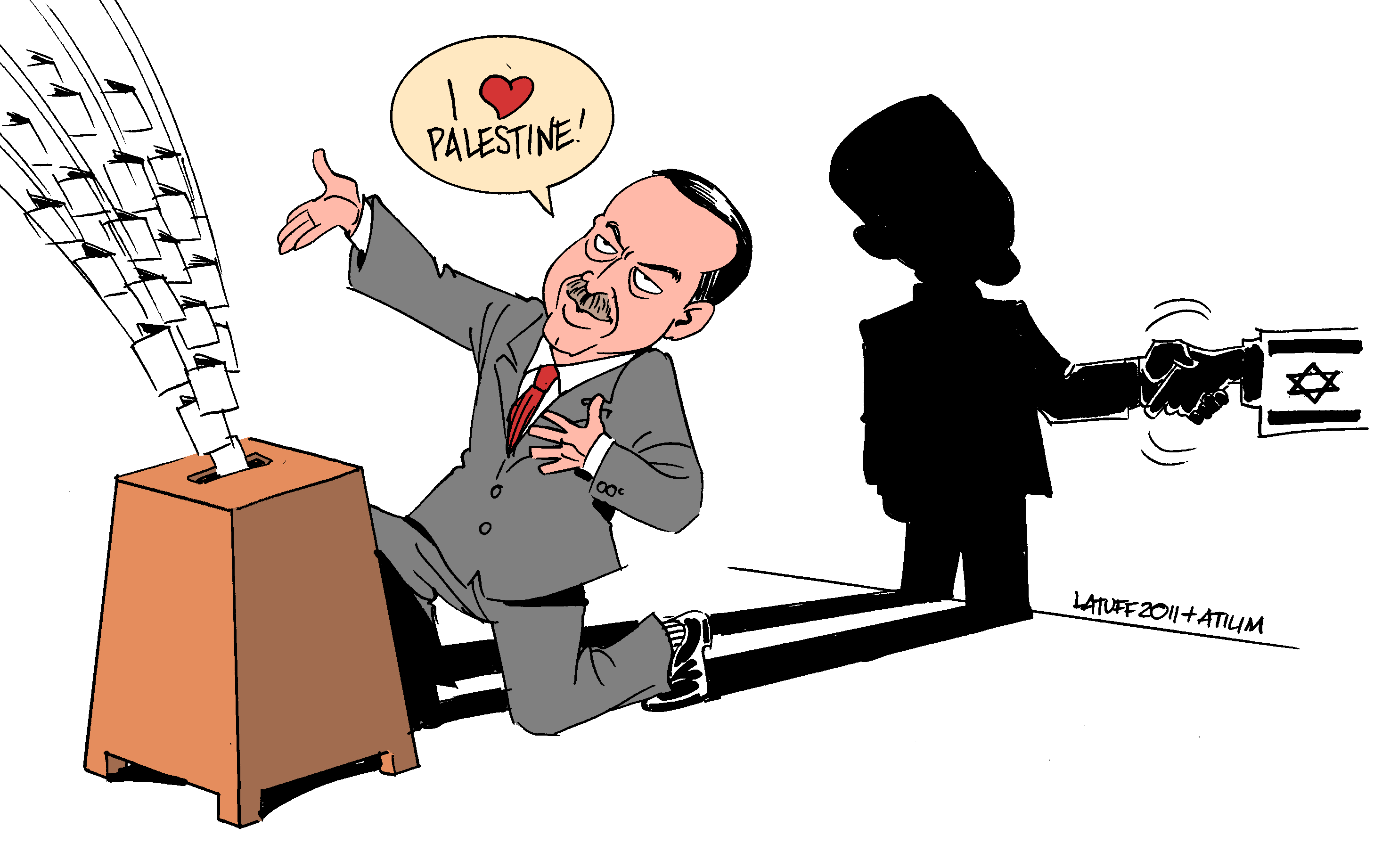
کاریکاتور رجب طیب اردوغان درباره درگیری اسرائیل و فلسطین، اثر کارلوس لاتوف

بنیامین نتانیاهو، نخست‌وزیر اسرائیل نیز در واکنش به سخنان اردوغان با اخلاقی‌ترین ارتش دنیا خواندن ارتش اسرائیل گفت: اخلاقی‌ترین ارتش دنیا حاضر به شنیدن موعظه از کسانی نیست که سال‌ها مردم بیگناه (کردها) را بمباران می‌کنند.
اردوغان نیز باردیگر با تروریست و اشغالگر خواندن نتانیاهو گفت تاریخ کشتار فلسطینیان به دست تو را به خاطر خواهد سپرد.آه مظلومان تو را خواهد گرفت. در دنیا جایی برای رفتن نخواهی یافت. از دشمنی با ما دست بردار و صادق باش. وگرنه هرگز سخن مثبتی از جانب ما نخواهی شنید.